# Ilona Kickbusch
Ilona Kickbusch (Múnich, 27 de agosto de 1948) es una científica política alemana más conocida por su contribución a promoción de salud y salud global. Es profesora adjunta en el Instituto de Licenciado de Internacional y Estudios de Desarrollo, Ginebra.

## Educación y vida tempranas
Kickbusch creció primero en Múnich y luego en Chennai, India, donde su padre trabajado como diplomático. En 1981, se graduó de la Universidad de Constanza, Alemania, con un PhD en Ciencia Política. Durante su licenciatura, se relacionó con la Friedrich Ebert Fundación.